# Männerherzen … und die ganz ganz große Liebe
Männerherzen … und die ganz ganz große Liebe is een Duitse romantische komedie uit 2011 van Simon Verhoeven. De film vormt het vervolg op Männerherzen uit 2009.
In 2011 won het de Bambi voor Beste Duitse film, in hetzelfde jaar won het de publieksprijs van de Bayerischer Filmpreis.

## Verhaal
Bruce Berger hoopt met zijn nieuw nummer eindelijk een eigen platenlabel te krijgen, maar kan daarbij niet rekenen op de steun van zijn vrienden. Jerome is het leven in de stad even moe en trekt terug naar zijn ouders op het platteland. Günther probeert zich te verzetten tegen zijn vriendin. Philip bereidt zich voor op het vaderschap en Niklas legt zich volledig toe op het daten.

## Rolverdeling
| Acteur              | Personage         |
| ------------------- | ----------------- |
| Til Schweiger       | Jerome Ades       |
| Justus von Dohnányi | Bruce Berger      |
| Christian Ulmen     | Günther Stobanski |
| Nadja Uhl           | Susanne Feldberg  |
| Florian David Fitz  | Niklas Michalke   |
| Maxim Mehmet        | Philip Henrion    |
| Jana Pallaske       | Nina Helmich      |
| Wotan Wilke Möhring | Roland Feldberg   |
| Mina Tander         | Helena            |
| Pasquale Aleardi    | Maurizio Marquez  |
| Liane Forestieri    | Laura Sandner     |